# Gracixalus
Genre
Gracixalus est un genre d'amphibiens de la famille des Rhacophoridae.

## Répartition
Les onze espèces de ce genre se rencontrent au Viêt Nam, au Laos, en Thaïlande et en Chine, dans le Yunnan et le Guangxi.

## Liste des espèces
Selon Amphibian Species of the World (6 avril 2015) :
- Gracixalus carinensis (Boulenger, 1893)
- Gracixalus gracilipes (Bourret, 1937)
- Gracixalus jinxiuensis (Hu, 1978)
- Gracixalus lumarius Rowley, Le, Dau, Hoang & Cao, 2014
- Gracixalus medogensis (Ye & Hu, 1984)
- Gracixalus nonggangensis Mo, Zhang, Luo, Zhou & Chen, 2013
- Gracixalus quangi Rowley, Dau, Nguyen, Cao & Nguyen, 2011
- Gracixalus quyeti (Nguyen, Hendrix, Böhme, Vu & Ziegler, 2008)
- Gracixalus seesom Matsui, Khonsue, Panha & Eto, 2015
- Gracixalus supercornutus (Orlov, Ho & Nguyen, 2004)
- Gracixalus waza Nguyen, Le, Pham, Nguyen, Bonkowski & Ziegler, 2013

## Publication originale
- Delorme, Dubois, Grosjean & Ohler, 2005 : Une nouvelle classification générique et subgénérique de la tribu des Philautini (Amphibia, Anura, Ranidae, Rhacophorinae). Bulletin mensuel de la Société linnéenne de Lyon, vol. 74, no 5, p. 165-171 (texte intégral)